# Santiago de Santiago
Santiago de Santiago Hernández (Navaescurial, Ávila, 25 de julio de 1925 - Madrid, 4 de febrero de 2023) fue un escultor y pintor español.

## Biografía
Artista autodidacta, estudió escultura en Francia, Italia y Japón.
En Tortosa tiene un conjunto de esculturas dentro de los Jardines del Príncipe (Jardins del Príncep en catalán), un espacio verde que fue inaugurado por el entonces príncipe Felipe –de ahí su nombre- en 1991.

## Reconocimiento
- 1976 Cruz Militar con distintivo Blanco de 1.ª Clase
- 1972 Medalla Oro y brillantes S.E.K.
- Medalla de Oro al Mérito en el Trabajo.
- 1971 Premio Extraordinario Princesa Sofía de la Asociación Española de Pintores y Escultores.

## Monumentos
- “Amigos”, Plaza Federico Mahou (Madrid)
- Al Niño, Jardines de San Francisco (Madrid)
- Ruiz Jiménez (Jaén)
- Manuel Salces (Santander)
- General Fernández Capalleja (Melilla)
- Rojas Navarrete en siete campamentos de Milicias Universitarias de España.
- Los Caídos, Regimiento de Transmisiones de El Pardo.
- Gregorio Alcalá (Cuenca).
- Gustavo Adolfo Bécquer (Madrid).
- Muertos de la Legión (Zaragoza).
- Bimllenario de Lugo (Lugo).
- Rubén Darío (Cádiz), (Ávila), (Segovia) y (Alicante)
- Fofó, Parque de Atracciones (Madrid)
- al Amor, Playa de Aro (Gerona)
- Álvaro Iglesias (Madrid)
- Goya, Piedrahíta (Ávila)
- Santiago Bernabéu (Madrid)
- La Madre Soltera, Leganés (Madrid)
- Evasión, A.S.R. (Segovia)
- Cenit, A.S.R. (Segovia)
- Leil Voliv, A.S.R. (Segovia)
- La Abuelita (Soria)
- Colegial, Portland, Oregón (Estados Unidos)
- Labor Deportiva S.E.K. (Madrid)
- Golf, Villamartín (Alicante)
- Plutarco Elías Calles, Fundación P.R.I. (México D.F.).
- Francisco de Goya, Fuendetodos (Zaragoza).
- Arzobispo Carrillo Acuña (Alcalá de Henares).
- Clara de Campoamor (Madrid).
- “Los Niños de la Bola”, Colegio San Ildefonso (Madrid).
- “La Salida”, Polideportivo de Aluche (Madrid).
- “D. Quijote” (México D.F.)
- “Quijote 2000”, Museo Cervantino (Guanajuato, México)
- “Hospital San Rafael”
- “Colegios S.E.K.”(Valencia) y (Segovia)
- Universidad del Tepeyac (México)
- S.A.R. el Príncipe de Asturias en Villaviciosa de Odón (Madrid)
- "La Salida”, León, Guanajuato (México).
- "La bailarina" (Oviedo).
- “Amigos” (Oviedo)
- “Fuente España” (Santiago de Chile)
- “Mavi” (Oviedo)
- “El Marqués del Duero” (Marbella)
- Mausoleo Lola y Antonio Flores
- “Sol de España” y “Danza I” (Japón)
- 4 esculturas monumentales en Marbella
- escultura monumental en “Parque España” (Japón)
- “Proyección Faústica” a 8 m Colegio Internacional de Levante
- Benito Pérez Galdós (Santander)
- Monumento a Arturo Fernández, en el Parque de Priañes (Oviedo)
- “La Mujer Aguileña”, Águilas (Murcia).
- “San Pedro”, San Pedro de Alcántara (Málaga).
- “Caballero Templario Peregrino”, (Santiago de Compostela).
- “Los Ángeles de Puebla” (México)
- Fernando VI. Aranjuez (Madrid)
- Paco Rabal. Águilas (Murcia)
- Cervantes. Torrelavega (Cantabria) y Guanajuato (México)
- Virrey D. Joaquín del Pino y Rozas. Baena (Córdoba)
- Dos Grupos Escultóricos. Alcorcón (Madrid)
- “Nacimiento y Creación de Navalcarnero”. Navalcarnero (Madrid)
- “Hola”. Coin (Málaga)
- Isabel la Católica. Medina del Campo (Valladolid) y Alcalá de Henares
- Cervantes. Patras (Lepanto). Grecia
- Guardia Civil. Mérida (Badajoz)
- “Limpiabotas”.  Haro (La Rioja)
- “Al Abulense Emprendedor”. Navaescurial (Ávila)
- “La Piedad”. (Oviedo)
- “Analiza”. Navaescurial (Ávila)
- “Felipe VI”. Navaescurial (Ávila)
- Museo al aire libre de Santiago de Santiago (Estepona)

## Galería

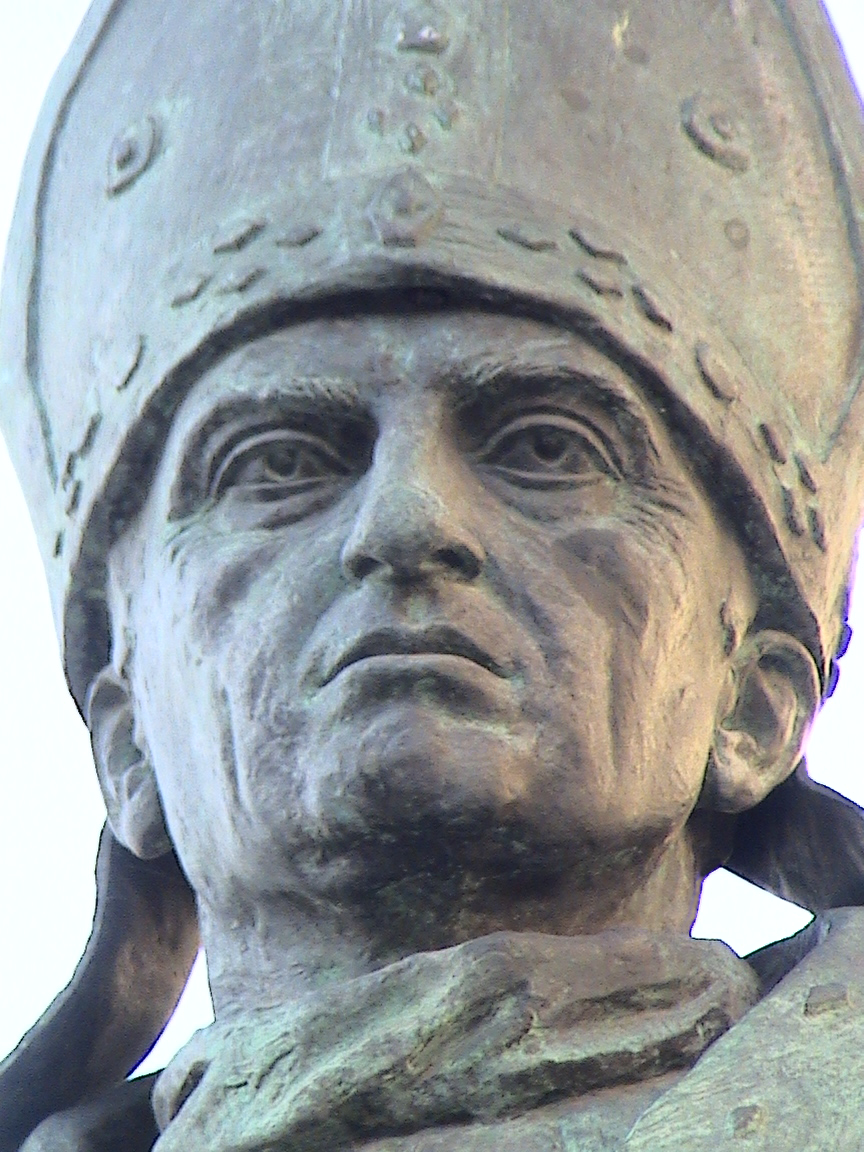
Estatua del arzobispo Alfonso Carrillo de Acuña (1987), en Alcalá de Henares.
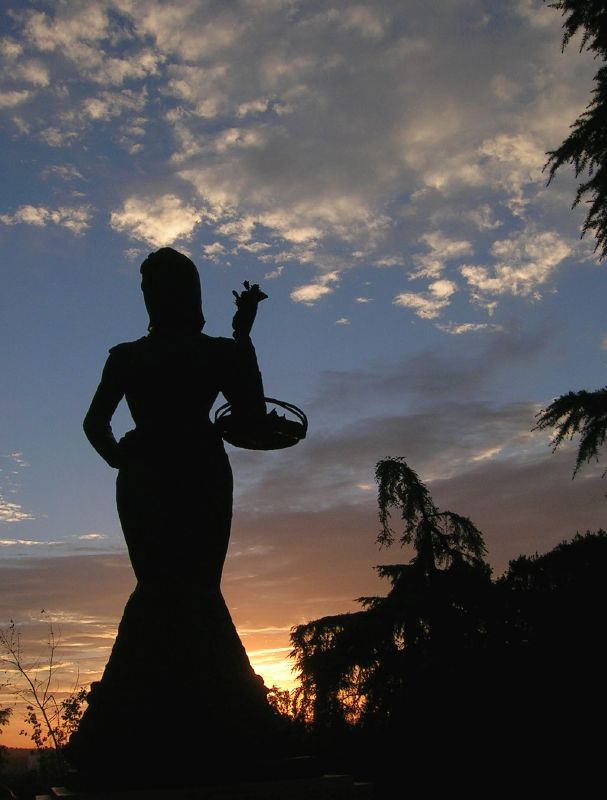
La Violetera (1991), en Madrid.
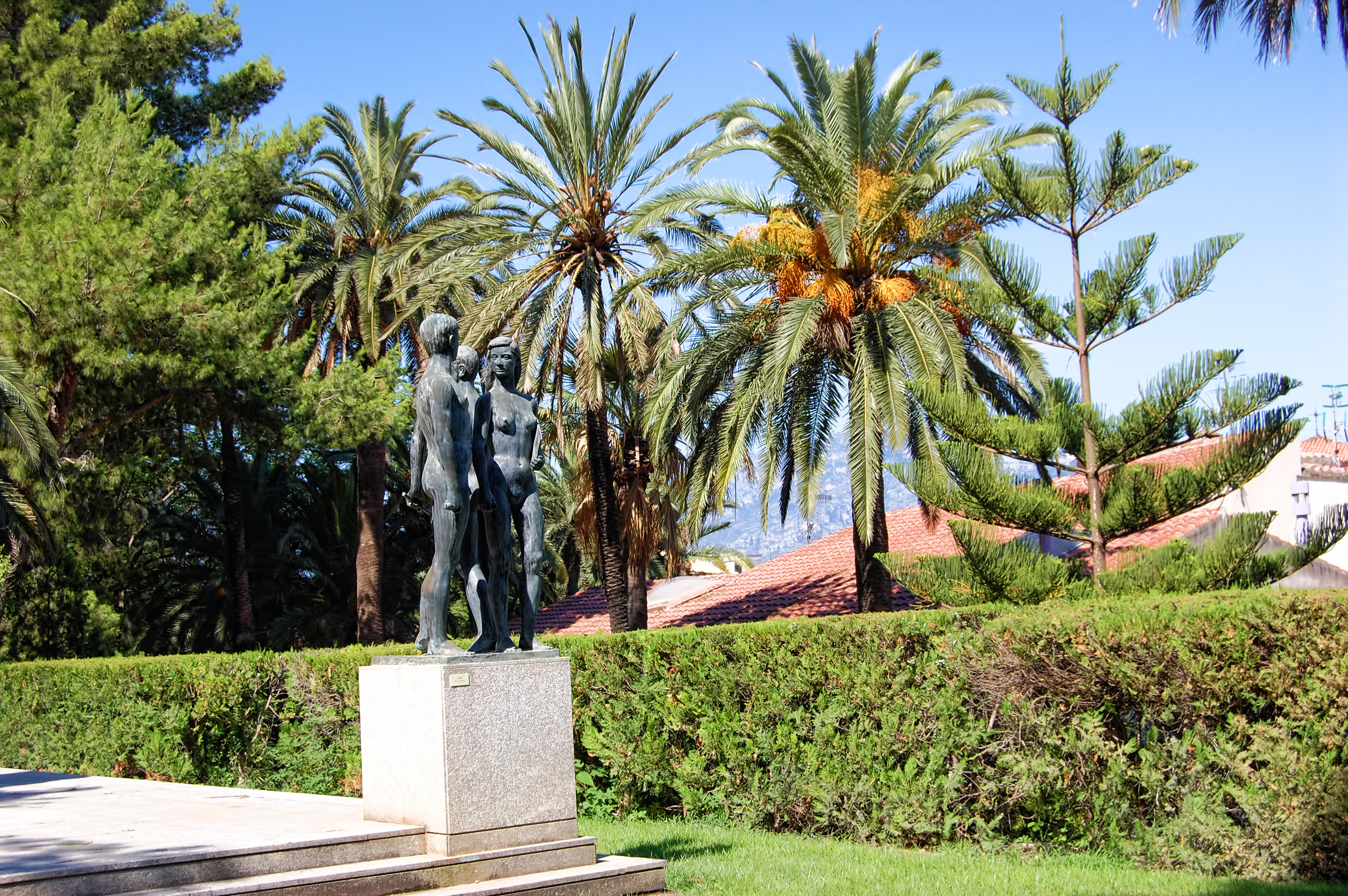
Una de las esculturas de los Jardines del Príncipe, en Tortosa.
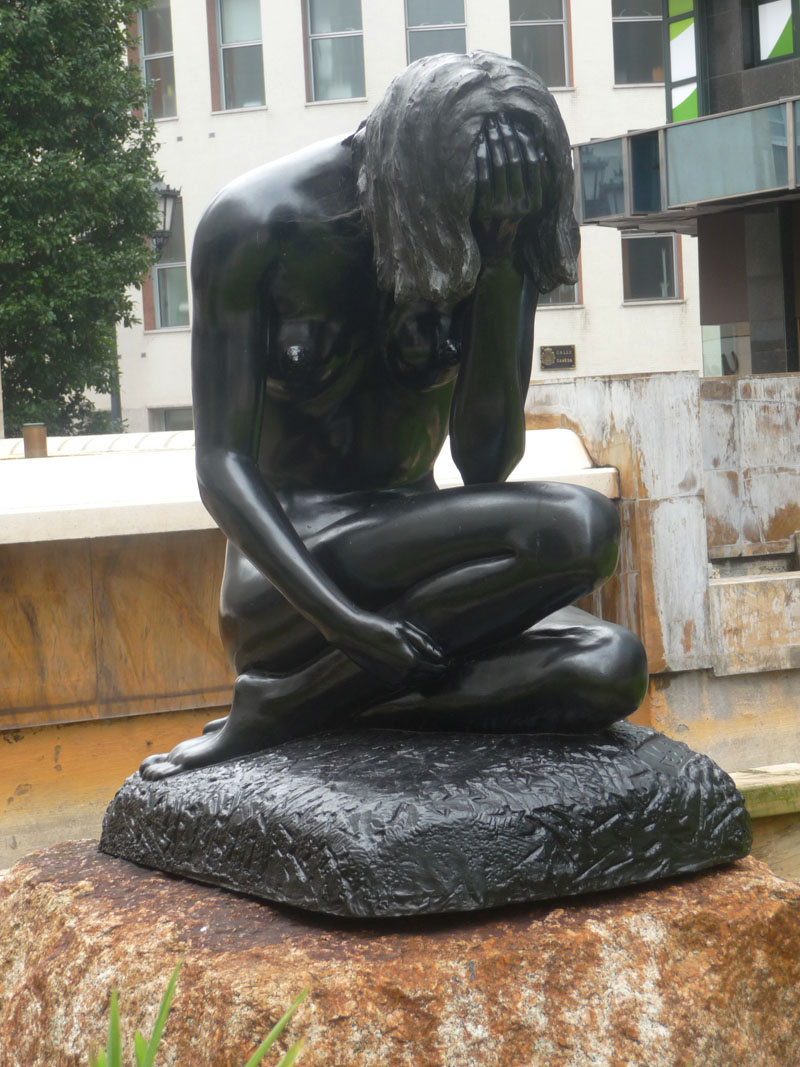
Mavi (1994), en Oviedo.
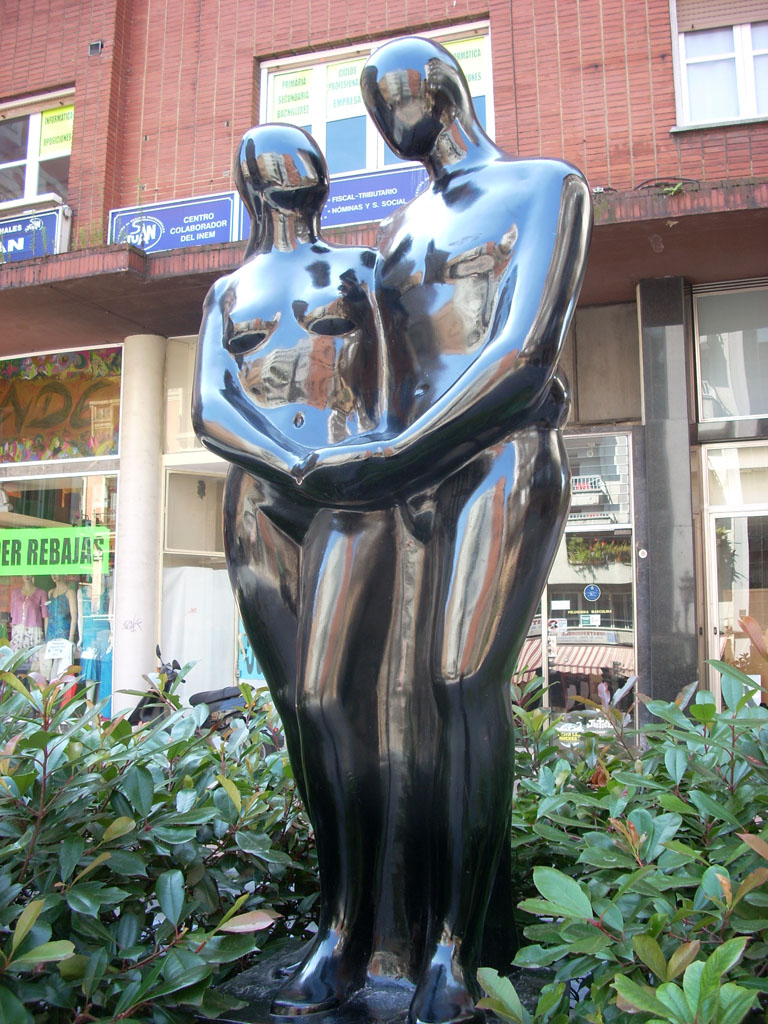
Amigos (2007), en Oviedo.
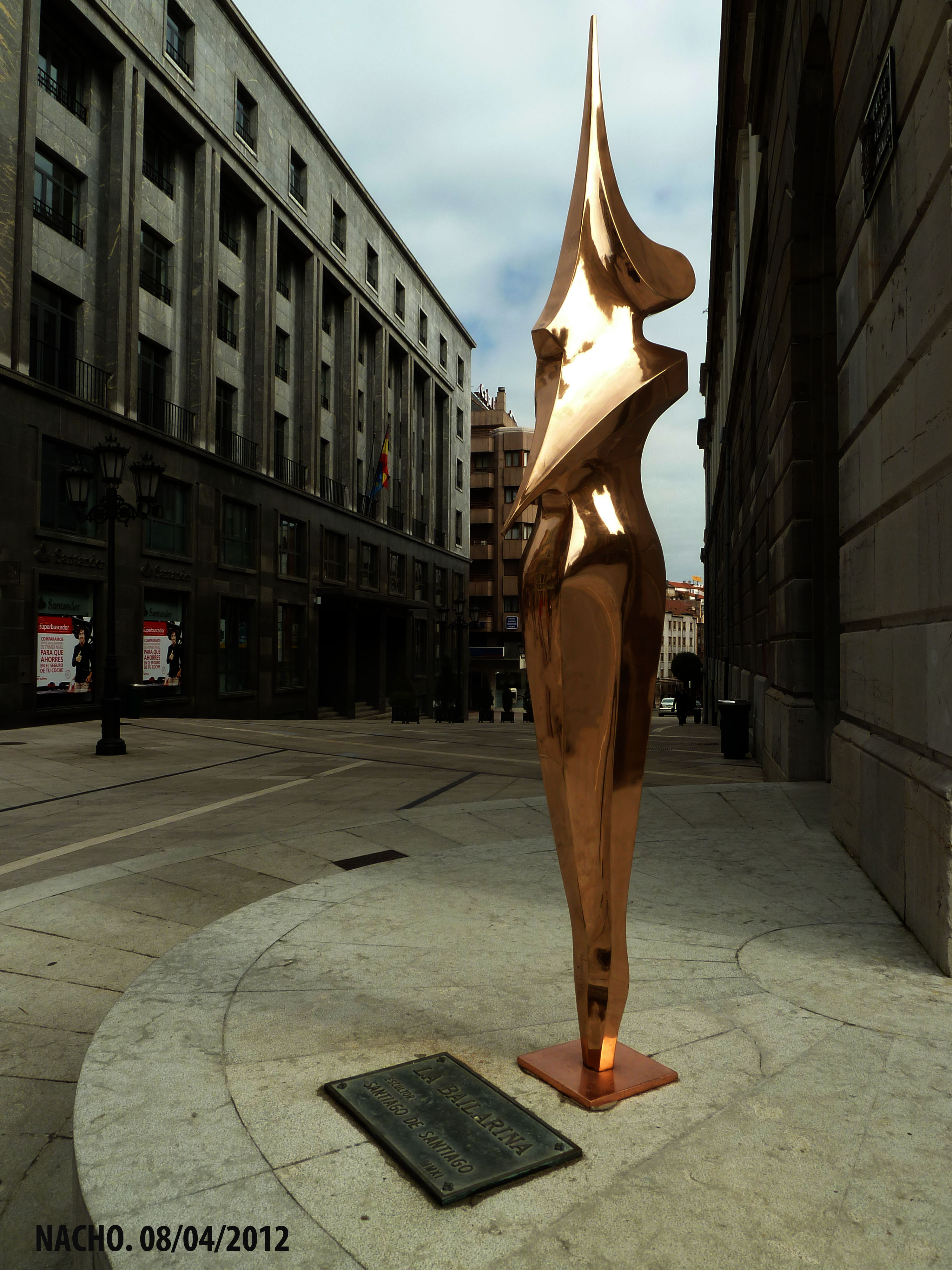
La bailarina (2011), en Oviedo.
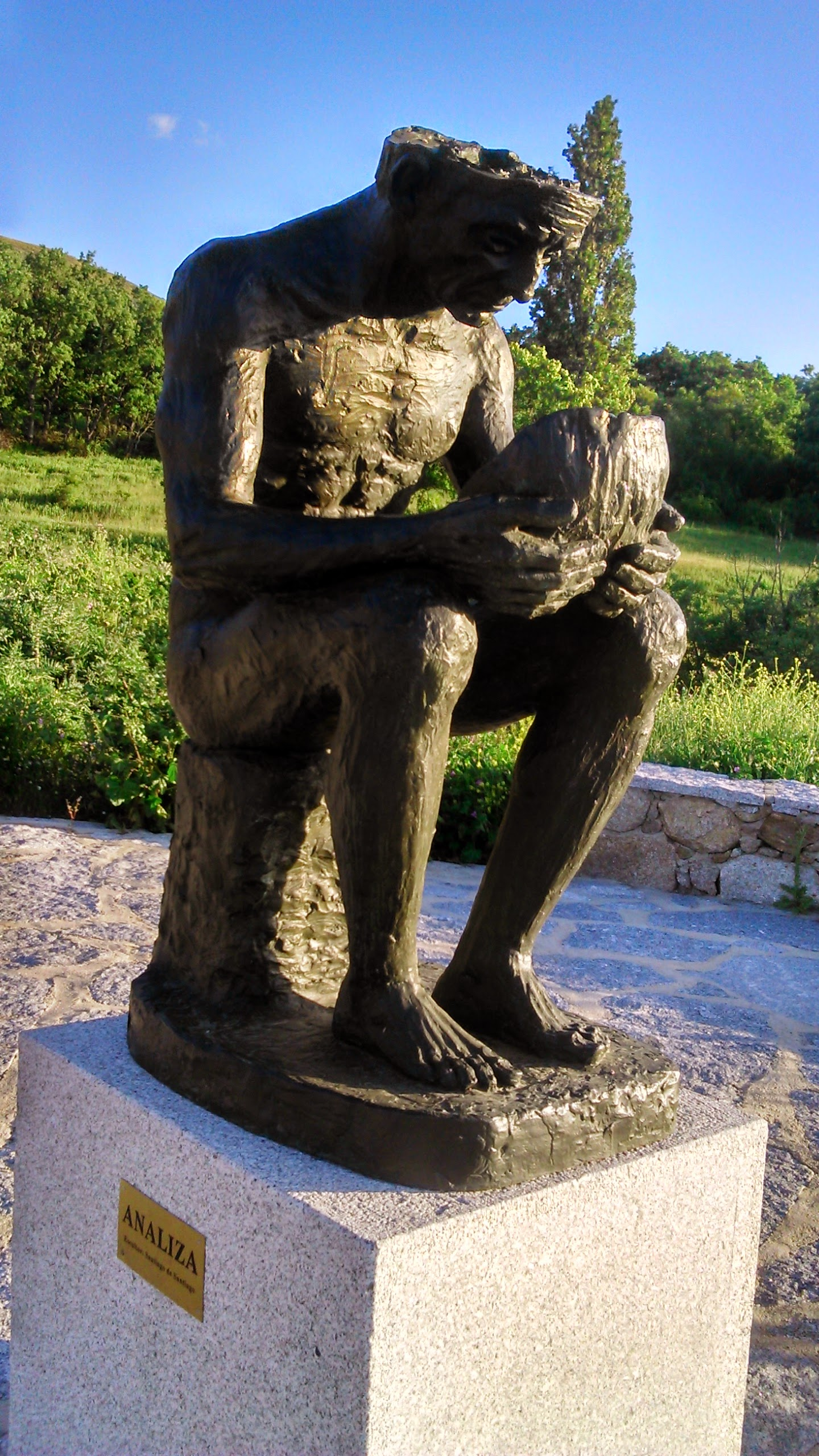
Analiza (2013), en Navaescurial (Ávila).